# Ференц Кешерю
Ференц Кешерю (угор. Ferenc Keserű, 27 серпня 1903 — 16 липня 1968) — угорський ватерполіст.
Олімпійський чемпіон 1932 року, срібний призер 1928 року, учасник 1924 року.